# Oggetti artificiali su Venere
La seguente tabella è una lista degli oggetti artificiali sulla superficie di Venere. Tutti gli oggetti oggi presenti sul suolo di Venere sono ormai da tempo non più operativi (di fatto hanno smesso di funzionare quasi subito dopo essere entrati nell'atmosfera del pianeta stesso, a causa della composizione e dell'altissima pressione della stessa). La lista è parziale e non comprende gli oggetti più piccoli come paracadute e scudi termici.
| Oggetto artificiale       | Nazionalità               | Lancio                    | Massa (kg) | Posizione e coordinate |
| ------------------------- | ------------------------- | ------------------------- | ---------- | ---------------------- |
| Venera 3                  | Unione Sovietica          | 1966                      | 958        | Sconosciuta            |
| Venera 4 capsula          | Unione Sovietica          | 1967                      | 1104       | 19° N, 38° E           |
| Venera 5 capsula          | Unione Sovietica          | 1969                      | 1128       | 3° S, 18° E            |
| Venera 6 capsula          | Unione Sovietica          | 1969                      | 1128       | 5° S, 23° E            |
| Venera 7 capsula          | Unione Sovietica          | 1970                      | 1180       | 5° S, 351° E           |
| Venera 8 capsula          | Unione Sovietica          | 1972                      | 1180       | 10° S, 335° E          |
| Venera 9 lander           | Unione Sovietica          | 1975                      | 2015       | 32° N, 291° E          |
| Venera 10 lander          | Unione Sovietica          | 1975                      | 2015       | 16° N, 291° E          |
| Pioneer Venus Bus         | Stati Uniti               | 1978                      | 290        | 37.9° S, 290.9° E      |
| Pioneer Venus sonda Large | Stati Uniti               | 1978                      | 300        | 4.4° N, 304.0° E       |
| Pioneer Venus sonda North | Stati Uniti               | 1978                      | 90         | 59.3° N, 4.8° E        |
| Pioneer Venus sonda Day   | Stati Uniti               | 1978                      | 90         | 31.3° S, 317.0° E      |
| Pioneer Venus sonda Night | Stati Uniti               | 1978                      | 90         | 28.7° S, 56.7° E       |
| Venera 11 lander          | Unione Sovietica          | 1978                      | 2015       | 14° S, 299° E          |
| Venera 12 lander          | Unione Sovietica          | 1978                      | 2015       | 7° S, 294° E           |
| Venera 13 lander          | Unione Sovietica          | 1982                      | 2015       | 7.5° S, 303° E         |
| Venera 14 lander          | Unione Sovietica          | 1982                      | 2015       | 13.25° S, 310° E       |
| Vega 1 modulo di discesa  | Unione Sovietica          | 1985                      | 1500       | 7.5° N, 177.7° E       |
| Vega 1 balloon gondola    | Unione Sovietica          | 1985                      | 6,9        | Sconosciuta            |
| Vega 2 modulo di discesa  | Unione Sovietica          | 1985                      | 1500       | 8.5° S, 164.5° E       |
| Vega 2 balloon gondola    | Unione Sovietica          | 1985                      | 6,9        | Sconosciuta            |
| Massa totale stimata (kg) | Massa totale stimata (kg) | Massa totale stimata (kg) | 22 642     |                        |